# نشاف

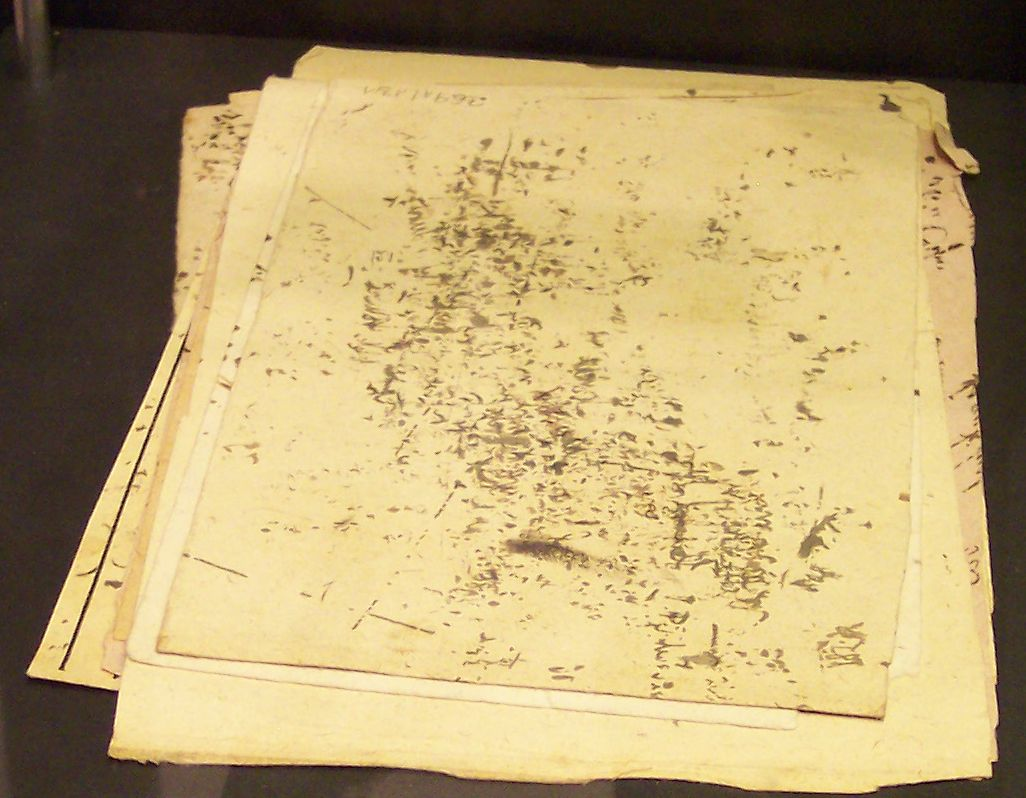
أوراق نشاف مستعملة عليها بقع حبر

النَّشَّاف أو الورق النَّشَّاف هو نوع عالي الامتصاص من الورق أو المواد الأخرى. يُستخدم لامتصاص فائض المواد السائلة (مثل الحبر أو الزيت) من سطح ورق الكتابة وما ماثلها. يُستخدم النشاف في الفحص المجهري لإزالة السوائل الزائدة من الشريحة قبل عرضها. يُبتاع النشاف مستحضر تجميل للمساعدة في إزالة زيوت البشرة والحلية. تُسمَّى الأداة التي عليها الورق لتجفيف المِداد النشافة.

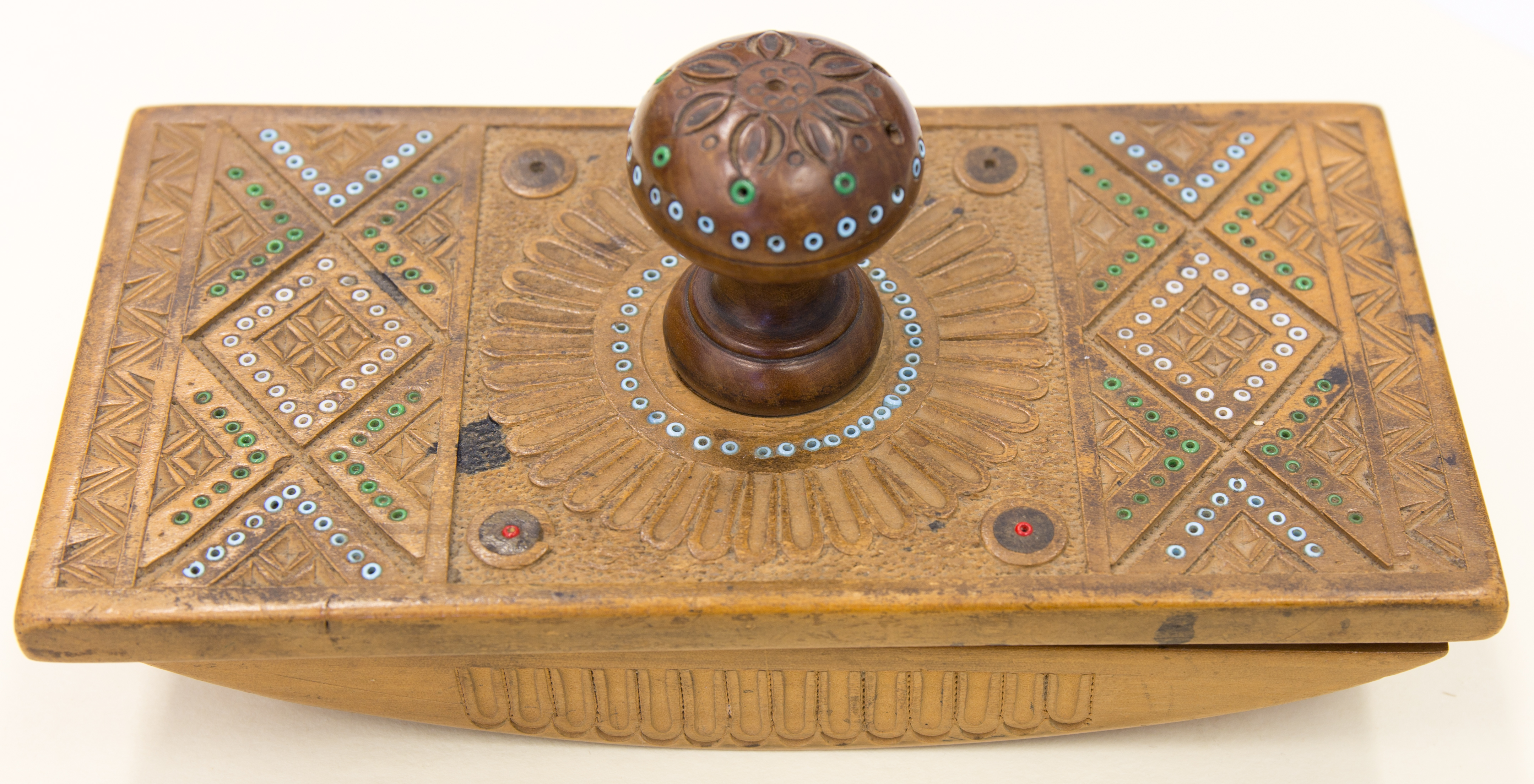
نشَّافة في متحف بألمانيا